# Dicranomyia (Dicranomyia) tamsi
Dicranomyia (Dicranomyia) tamsi is een tweevleugelige uit de familie steltmuggen (Limoniidae). De soort komt voor in het Afrotropisch gebied.